# 阿洛利亞河
57°03′56.8″N 28°48′57.2″E / 57.065778°N 28.815889°E
阿洛利亞河（俄语：Алоля），是俄羅斯的河流，位於該國西部普斯科夫州，屬於韋利卡亞河的右支流，發源自別扎尼齊高地，河道全長105公里，流域面積860平方公里。